# Carlos Manuel Oliveiros da Silva
Carlos Manuel Oliveiros da Silva, genannt Vermelinho (* 9. März 1959 in São João da Madeira), ist ein ehemaliger portugiesischer Fußballspieler und Fußballtrainer.

## Karriere
Vermelinho spielte beinahe seine gesamte Karriere beim FC Porto. Er begann 1979 bei Porto. Bis 1986 gewann er zwei portugiesische Meisterschaften, einen portugiesischen Pokalsieg und drei portugiesische Supercups.  Er spielte im Finale des Europapokal der Pokalsieger 1984, wo Porto an Juventus Turin scheiterte.
International wurde er zweimal für Portugal einberufen. Er war für die Europameisterschaft 1984 in Frankreich einberufen, wurde aber nicht eingesetzt.

## Erfolge
- Portugiesischer Meister (2): 1984/85, 1985/86
- Portugiesischer Pokalsieger (1): 1983/84
- Portugiesischer Supercupsieger (3): 1983, 1984, 1986